# پل زنگ شاه محله
پل زنگ شاه محله مربوط به اواخر دوره قاجار است و در شهرستان تنکابن، بخش مرکزی، دهستان گلیجان، روستای زنگ شاه محله واقع شده و این اثر در تاریخ ۲۶ اسفند ۱۳۸۶ با شمارهٔ ثبت ۲۱۹۷۰ به‌عنوان یکی از آثار ملی ایران به ثبت رسیده است.